# Karl Pick

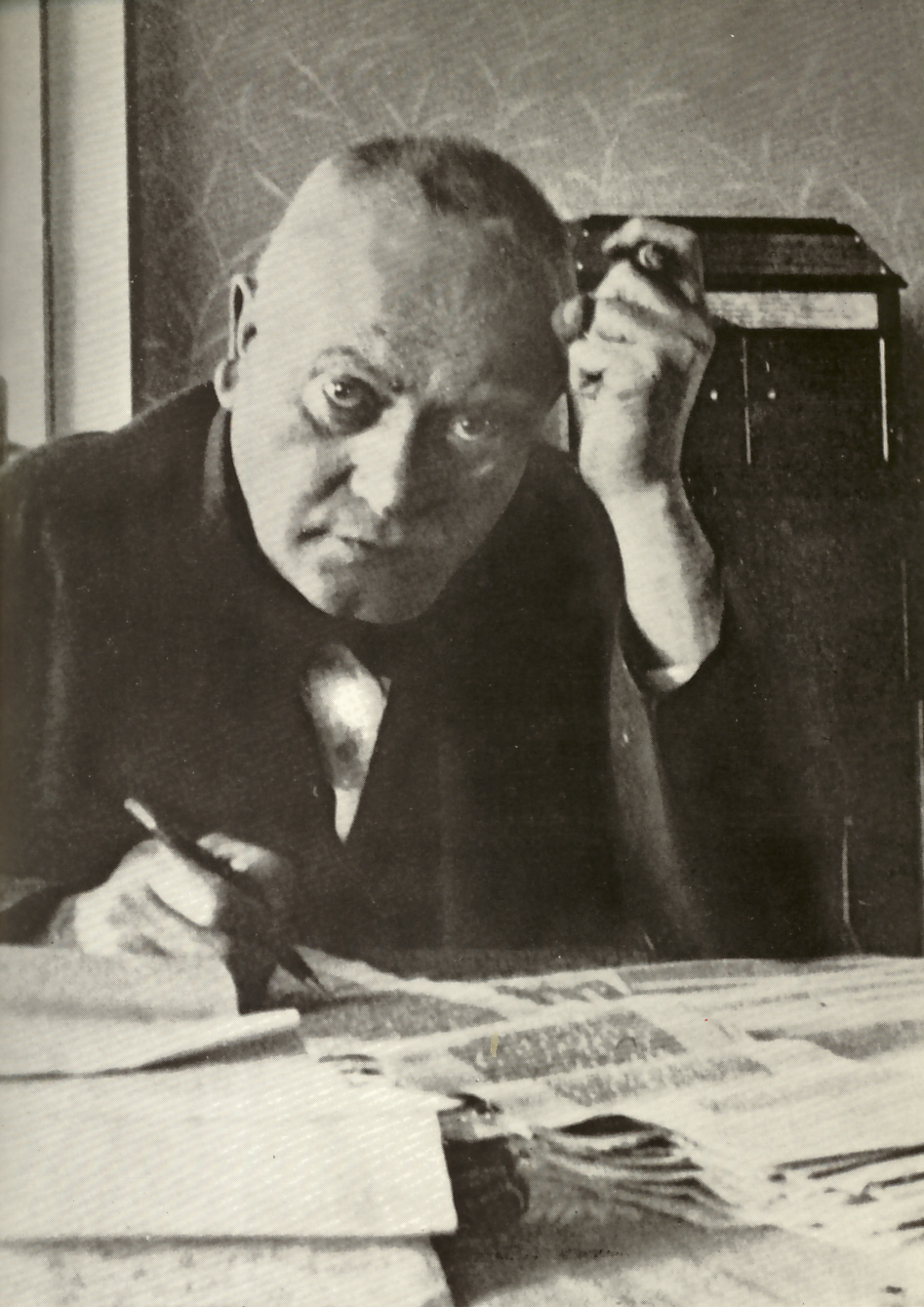
Karl Pick

Karl Pick (* 21. Dezember 1867 in Petschek, Böhmen; † 3. August 1938 in Wien) war ein österreichischer sozialdemokratischer Gewerkschafter und Politiker.

## Leben
Karl Pick war Jude. Er war der Sohn eines Fleischhauers im Ort Pečky in Böhmen (Bezirk Poděbrady), der dem Sohn den Gymnasialbesuch in Prag ermöglichte. In seiner Jugendzeit sympathisierte Pick mit der politischen Gruppierung der nationalistischen Jungtschechen. Er gehörte einer Abordnung der Jungtschechen 1884 beim Begräbnis von Bedřich Smetana an.
1892 kam Pick nach Wien, wo er eine Anstellung als Buchhalter fand und sich den Sozialdemokraten anschloss. Im selben Jahr nahm er an der Gründungsversammlung des Vereins kaufmännischer Angestellter teil, eines ersten gewerkschaftlichen Zusammenschlusses der Handelsangestellten in Wien. Bereits 1895 wurde Pick der Obmann dieses Vereines, der seit 1893 der sozialdemokratischen Gewerkschaftskommission angehörte. Dem geschickten Agitator und Redner gelang es, die Vereinigung aus sehr bescheidenen Anfängen zu immer steigenden Mitgliederzahlen zu führen. 1898 hatte er mit seiner freigewerkschaftlichen Fraktion bereits die vereinte christlich-soziale und nationale Liste Axmann bei den Wahlen zum Gehilfenausschuss der Wiener Kaufleute (der gesetzlichen Standesvertretung der Handelsangestellten) überholt, was aber vom Wiener Magistrat, der unter christlich-sozialer Herrschaft stand, unter dem Vorwand des Wahlbetrugs nicht anerkannt wurde. Erst ein neuerlicher Sieg der Liste Pick 1902 musste vom Magistrat auf Druck der ihm übergeordneten kaiserlichen Statthalterei bestätigt werden. Pick war nun Obmann des Gehilfenausschusses beim Gremium der Wiener Kaufleute und der Krankenkasse der Wiener Angestellten. In dieser Funktion setzte er sich für einen Zusammenschluss der verschiedenen Gewerkschaftsvereine der Monarchie ein, der 1904 durch die Gründung des Zentralvereins der kaufmännischen Angestellten Österreichs Wirklichkeit wurde. Karl Pick wurde der Obmann des Zentralvereins und blieb dies bis zu dessen Verbot 1934.

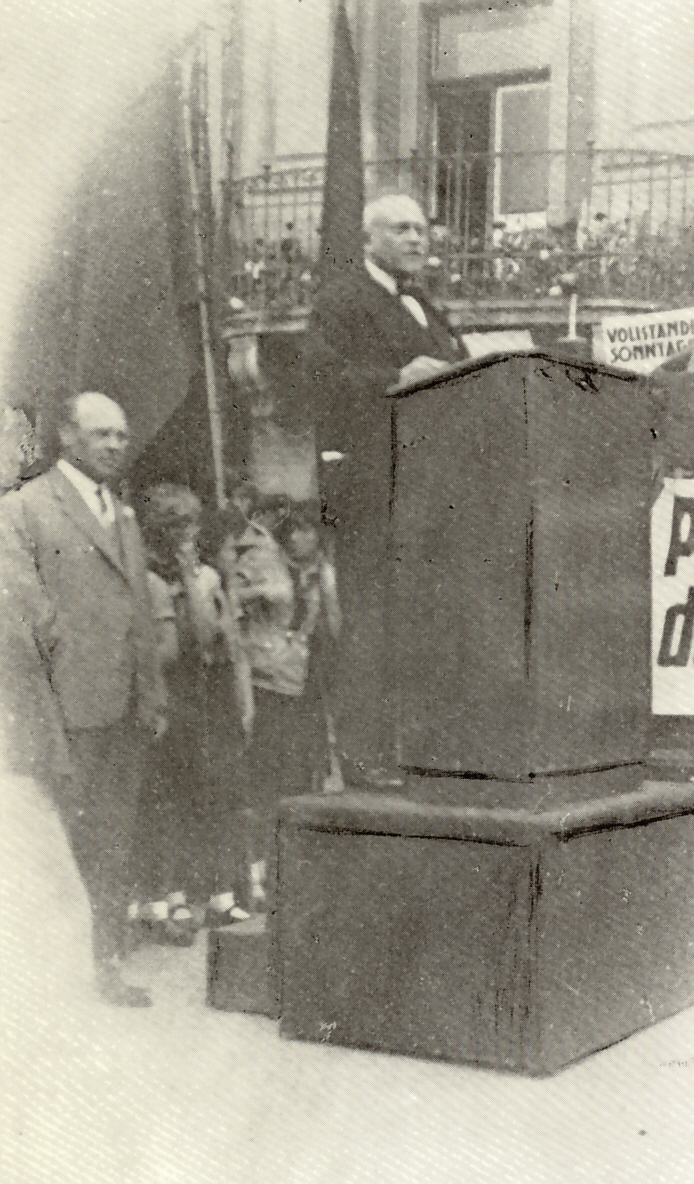
Karl Pick als Redner im Kampf um die Sonntagsruhe

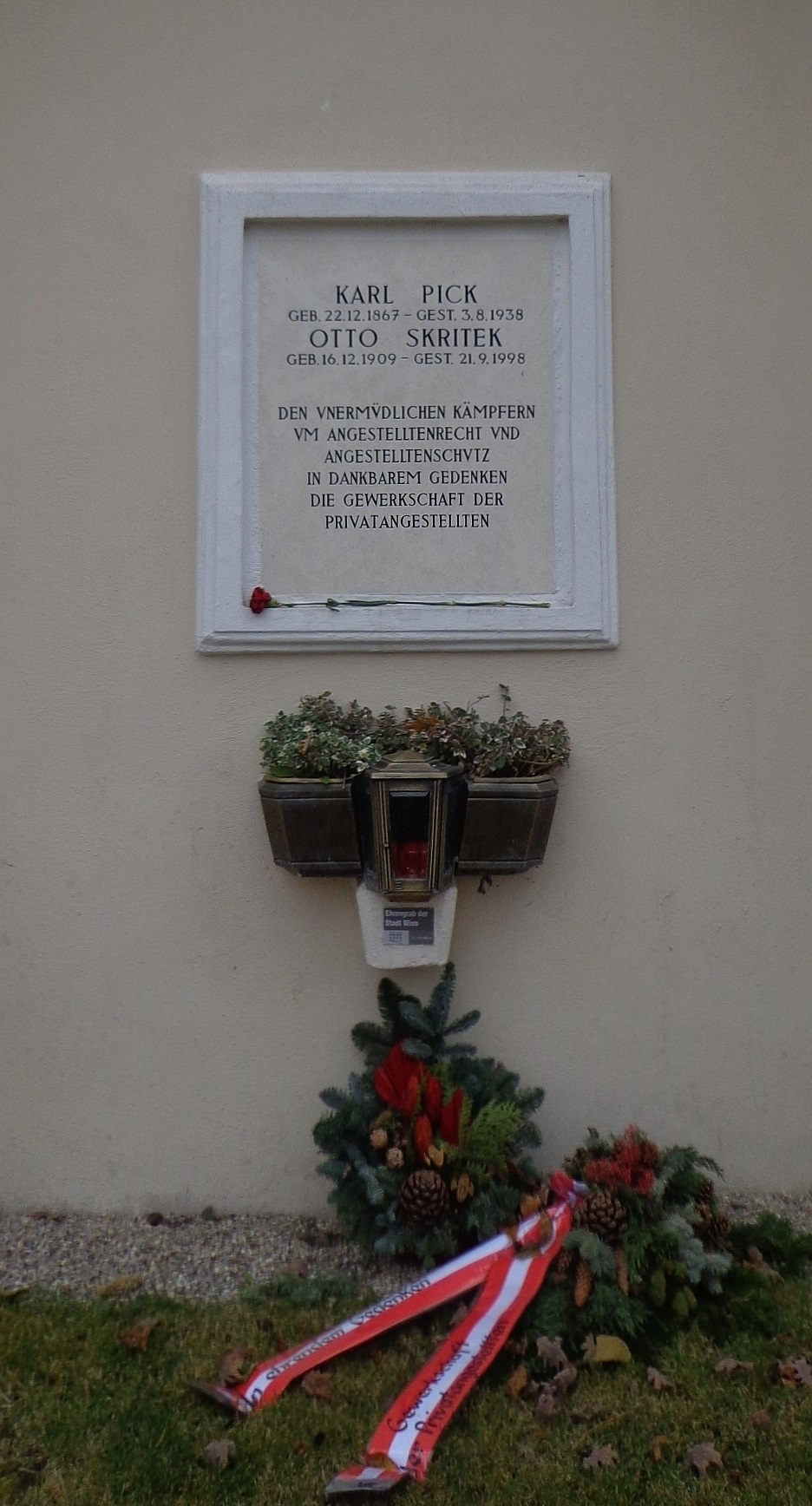
Feuerhalle Simmering – Urnengrab von Karl Pick und Otto Skritek

Nach Ende des Ersten Weltkrieges war Karl Pick zunächst Stadtrat in Wien, von 1919 bis 1934 gehörte er als Abgeordneter dem Österreichischen Nationalrat an. In gewerkschaftlicher Funktion war Pick von 1921 bis 1926 Vizepräsident der Wiener Arbeiterkammer, Vorstandsmitglied im Bund freier Gewerkschafter und Vorstandsmitglied im Internationalen Bund der Privatangestellten. Als Obmann der Gremialkrankenkasse war er verantwortlich für die Errichtung einiger Gesundheitseinrichtungen, wie des Sanatoriums der Wiener Kaufmannschaft (1909), der Gersthofer Frauenklinik und Lungenheilstätten in Gröbming und Weyer. Außerdem war er stets als Redakteur der Österreichischen Angestellten-Zeitung tätig.
Nach den Ereignissen des Februar 1934 wurde der Zentralverein der kaufmännischen Angestellten geschlossen und Karl Pick verhaftet und 6 Wochen eingesperrt. Das Parlament wurde ausgeschaltet. Seit dieser Zeit trat Pick nicht mehr politisch in Erscheinung. Er war alt und krank und verlor zunehmend seinen Lebenswillen. Als er 1938, bereits nach der nationalsozialistischen Machtübernahme, stürzte und sich einen Hüftbruch zuzog, wollte er nicht länger leben. Er kam in das Kaufmännische Spital, das er einst mitbegründet hatte, und starb dort zwei Wochen später. Da er Jude war, konnte er nicht im Krankensaal liegen, sondern nur auf dem Gang.
Karl Pick wurde im Urnenhain der Feuerhalle Simmering beigesetzt. Nach dem Krieg wurde ihm dort eine Ehrentafel von der Privatangestelltengewerkschaft gewidmet. Sein Grab zählt heute zu den ehrenhalber gewidmeten bzw. ehrenhalber in Obhut genommenen Grabstellen der Stadt Wien.
1962 wurde die Karl-Pick-Medaille für Verdienste um die Handelsangestellten von der Sektion Handel der Gewerkschaft der Privatangestellten gestiftet. Eine 1963–65 errichtete Wohnhausanlage in der Hollandstraße 1 in Wien-Leopoldstadt erhielt den Namen Karl-Pick-Hof und trägt eine Gedenktafel mit Porträtrelief. 1993 wurde die Pickgasse in Wien-Favoriten nach ihm benannt.

## Bedeutung
Karl Pick war die bedeutendste Gestalt der Gewerkschaftsbewegung der Angestellten in deren Frühzeit. Er war bemüht, die Angestellten davon zu überzeugen, dass eine erfolgreiche Organisierung nur gemeinsam mit den Arbeitern möglich sei. Zu seinen Verdiensten und Erfolgen gehörte die Durchsetzung des arbeitsfreien Sonntags, die Beschränkung der Ladenöffnungszeiten auf 19 und später 18 Uhr, die 48-Stunden-Woche und der Ausbau der Krankenvorsorge. Das in der Ersten Republik beschlossene Angestelltengesetz fußt auf seinen Grundlagen.